# 선스팟
선스팟(Sunspot, 본명: 호베르투 "보비" 다 코스타, Roberto "Bobby" da Costa는 엑스맨과 관련된 조직인 뉴 뮤턴츠와 엑스포스에서 가장 많이 연관된 마블 코믹스의 슈퍼히어로 공상 캐릭터이다.
아프리카계 브라질인 출신의 선스팟은 태양 에너지를 흡수하고 방출해내는 능력을 지닌 뮤턴트이다. 그는 이상주의적이고 충동적이고, 많은 팀 동료를 자신의 절친으로 여긴다. 그는 1980년대의 주니어 팀 그리고 다시 세워진 엑스포스에서 가장 중요한 멤버였다.
멕시코 출신의 배우 아단 칸토가 엑스맨: 데이즈 오브 퓨처 패스트에서 선스팟 역을 연기하였다.